# Plouzévédé
Plouzévédé é uma comuna francesa na região administrativa da Bretanha, no departamento Finisterra. Estende-se por uma área de 18,63 km². Em 2010 a comuna tinha 1 801 habitantes (densidade: 96,7 hab./km²).